# Anne-Alexandre-Gabriel-Augustin de Cairon
Anne-Alexandre-Gabriel-Augustin de Cairon est un homme politique français né le 22 juillet 1748 à Saint-Germain-d'Ectot (Calvados) et décédé le 4 avril 1832 au même lieu.
Propriétaire, il est député de la noblesse aux états généraux de 1789 pour le bailliage de Caux. Il siège à droite.

## Sources
- « Anne-Alexandre-Gabriel-Augustin de Cairon », dans Adolphe Robert et Gaston Cougny, Dictionnaire des parlementaires français, Edgar Bourloton, 1889-1891 [détail de l’édition]